# 梶川静雄

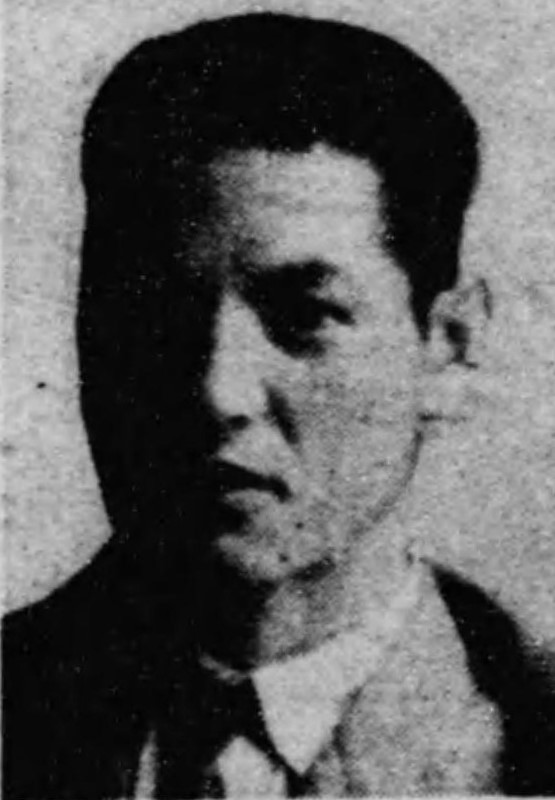
梶川静雄

梶川 静雄（かじかわ しずお、1914年（大正3年）8月1日 - 1978年（昭和53年）2月9日）は、昭和期の労働運動家、実業家、政治家。衆議院議員（1期）。

## 経歴
鳥取県気高郡鹿野町（現鳥取市鹿野町）で、梶川俊造の四男として生まれる。鳥取第二中学校（現鳥取県立鳥取東高等学校）、第六高等学校を経て、1924年（大正13年）九州帝国大学法文学部法律科を卒業。
その後、満洲国の大同学院を卒業し、満洲国国務院官吏となった。その後、徴兵されて終戦を迎え、日本に帰国した。鳥取県労働組合会議顧問、日本農民組合鳥取県支部連合会顧問、日本社会党鳥取支部書記長などを務めた。
1947年（昭和22年）4月、第23回衆議院議員総選挙に鳥取県全県区から日本社会党公認で出馬して当選し、衆議院議員に1期在任した。
その後、上京して日本道路公団に入り、船舶石油社長、宝鉱業合資会社専務、鳥取蚕具社長、君司興産顧問などを務めた。
1978年（昭和53年）2月9日死去、63歳。死没日をもって勲四等瑞宝章追贈、正七位から従五位に叙される。

## 国政選挙歴
- 第22回衆議院議員総選挙（鳥取県全県1区、1946年4月、諸派）落選[6]
- 第23回衆議院議員総選挙（鳥取県全県区、1947年4月、日本社会党公認）当選
- 第24回衆議院議員総選挙（鳥取県全県区、1949年1月、日本社会党公認）落選[7]
- 第26回衆議院議員総選挙（兵庫県第4区、1953年4月、左派社会党公認）落選[8]